# Bismarckstraße 93 (Mönchengladbach)

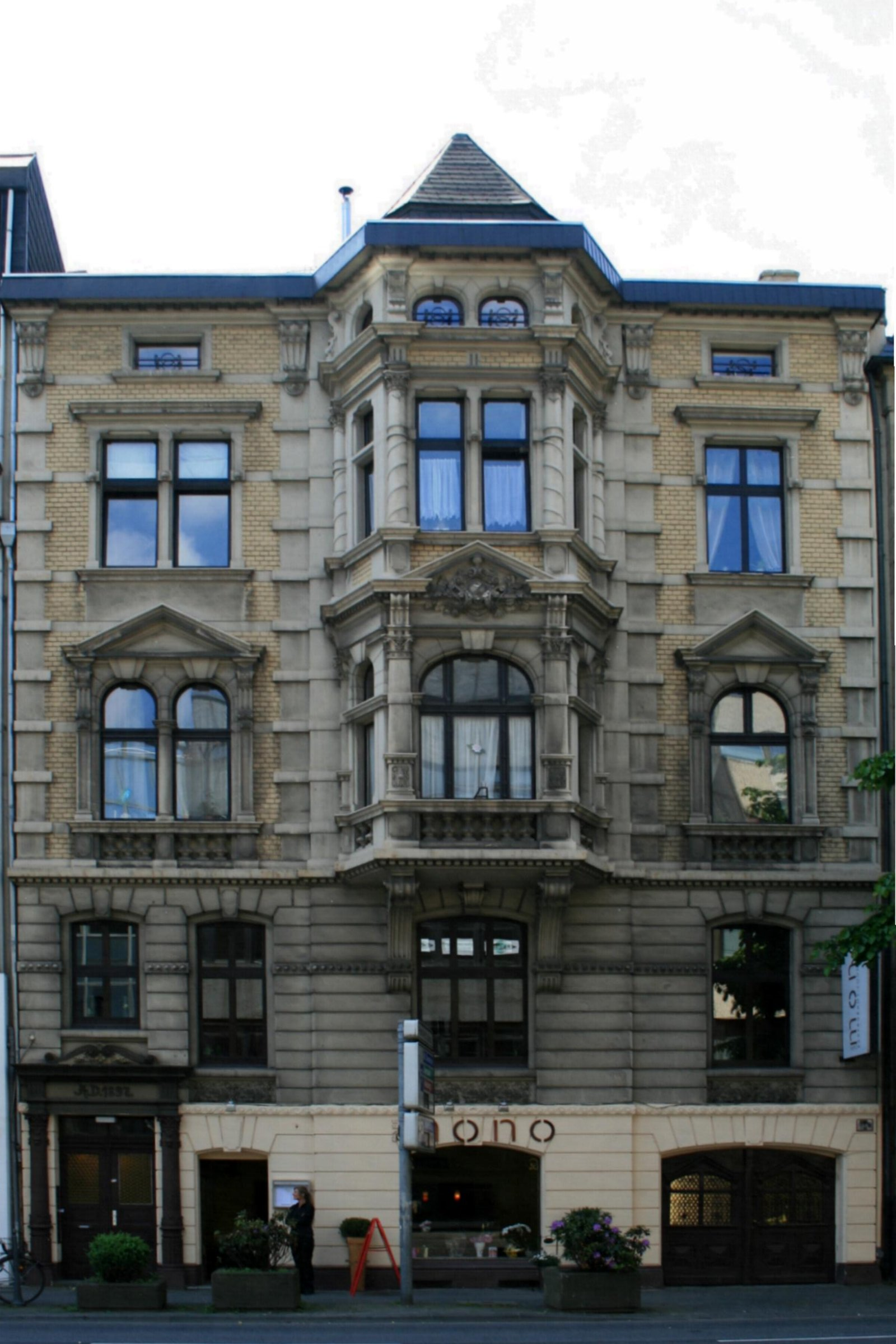
Wohngeschäftshaus (2010)

Das Wohngeschäftshaus Bismarckstraße 93 befindet sich in Mönchengladbach (Nordrhein-Westfalen) im Stadtteil Gladbach.
Das Haus wurde 1897 erbaut. Es ist unter Nr. B 004 am 4. Dezember 1984 in die Denkmalliste der Stadt Mönchengladbach eingetragen worden.

## Architektur
Das viergeschossige Wohn-/Geschäftsgebäude mit Satteldach und Mezzanindachgeschoss ist aus dem Jahre 1897. Die Fassade ist waagerecht und hochrechteckig gegliedert durch zwei übereinanderliegende Sockelzonen des Erdgeschosses und des ersten Obergeschosses. Die senkrechte Gliederung ist durch den leicht außermittig gelegenen Erker der beiden Obergeschosse mit Mezzaningeschoss und Turmbekrönung gestaltet. Der Turmhelm, die Dachdeckung und das Hauptgesims wurden nach 1945 in einfachen Formen erneuert. In der senkrechten Gliederung der Fassade ergibt sich eine Dreiteilung, die betont ist durch einen Mittelrisalit und zwei Seitenrisalite. Das Erdgeschoss erhält linksseitig den Hauseingang, rechtsseitig eine zweiflügelige Wirtschaftsdurchfahrt zum Hof, in der Mitte ein Schaufenster mit Ladeneingang. Der Hauseingang ist durch zwei runde Halbsäulen ausgestattet.